# Карл Зундман
Карл Фритйоф Зундман (швед. Karl Frithiof Sundman; *28 жовтня 1873— †28 вересня 1949) — фінський математик та астроном відомий своїм аналітичним розв'язком загальної задачі трьох тіл у вигляді збіжного ряду.

 Місячний кратер Зундман а також астероїд 1424 Зундманія названі на його честь. 1947 року був обраний іноземним членом шведської королівської академії каук.

## Див. Також
- Задача трьох тіл
- Небесна механіка